# منتون (شهر)
شهر مانتون (به فرانسوی: Menton) در شهرستان آلپ-ماریتیم در ناحیه پروانس آلپ-کوت دازور با جمعیت ۲۷٬۶۵۵ نفر در کشور فرانسه واقع شده‌است